# Malvasia Bianca Lunga
Malvasia Bianca Lunga ist eine Weißweinsorte und eine von vielen Varietäten aus der Familie der Malvasier innerhalb Italiens.
Die Sorte ist sehr alt und vermutlich griechischen Ursprungs. Auf Zypern ist sie unter dem Namen Mavasia Lunga bekannt. Der Anbau der Sorte ist in den meisten Provinzen Italiens empfohlen bzw. zugelassen.
Die spätreifende Sorte ist wuchsstark und liefert gute Erträge. Der Most ergibt alkoholreiche Weißweine mit schönem Aroma. Die Weine finden Eingang in die DOC Weine Barco Reale di Carmignano und Carmignano, Bianchello del Metauro, Bianco Capena, Chianti und Chianti classico (Zumischung seit dem Jahr 2006 verboten), Colli Altotiberini, Colli Amerini, Colli dell’Etruria Centrale, Colline Lucchesi,  Est! Est!! Est!!! di Montefiascone, Gravina, San Gimignano DOC, Vin Santo del Chianti, Vin Santo del Chianti Classico und Vino Nobile di Montepulciano.
Nachdem seit dem Jahr 2006 die Beimischung zum Chianti untersagt ist, wurde der Sorte in diesem Anbaugebiet mit dem IGT-Wein Galestro eine neue Vermarktungsplattform geboten. Die bestockte Fläche beträgt etwa 9.340 Hektar.
Siehe auch den Artikel Weinbau in Italien sowie die Liste von Rebsorten.

## Abkömmlinge
Die Rebsorten Malvasia Nera di Lecce und Malvasia Nera di Brindisi sind natürliche Kreuzungen der Sorten Malvasia Bianca Lunga x Negroamaro. Vitovska ist eine Kreuzung von Glera x Malvasia Bianca Lunga.

## Synonyme
Die Rebsorte Malvasia Bianca Lunga ist auch unter folgenden Namen bekannt: Arcadino, Arkadino, Blanc de Zante, Derdevina, Durdevina, Fresia, Kacabelic, Kacabelie, Kacadebic, Krizol, Krizol Bijeli, Kukuruz, Kvarner, Lacrima del Pollino, Malvagia, Malvasia Bianca, Malvasia Bianca del Polino, Malvasia Bianca di Bari, Malvasia Bianca di Basilicata, Malvasia Bianca di Toscana, Malvasia Bianca Siciliana, Malvasia Bianca Toscana, Malvasia Cannilunga, Malvasia Cannilunga di Novoli, Malvasia de Chianti, Malvasia del Chianti, Malvasia di Arezzo, Malvasia di Brolio, Malvasia di Chianti, Malvasia di San Nicandro, Malvasia di Trieste, Malvasia Lunga, Malvasia Piccola Lunga, Malvasia Pugliese Bianca, Malvasia Toscana, Malvasia Trevigiana, Malvasia Verace, Malvoisie, Malvoisier, Marachtina, Maraschina, Marascin, Marascina, Maraskin, Maraskina, Marastin, Marastina, Marastina Bijela, Marastina Krupna, Marastina Mala, Marestina, Marestina Modra, Marinkuca Velika, Marinkusa, Marinkusa Mala, Marinkusa Velika, Menuetta, Paulos, Pauloudia, Pavlos, Pavloudia, Prosecco Nostrale, Prosecco Nostrano, Racina du Monacu Bianca, Rukac, Rukatac, Rukatak, Rukatica, Sgranarella, Silosder de Zara, Tundulillu Bianco, Uva Antica, Visana, Zante Bianca, Zante Blanc.